# レインコート

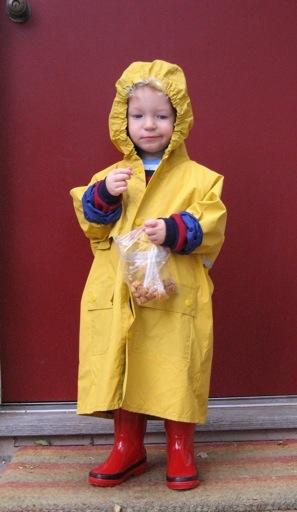
レインコートを着た子ども

レインコート（英: raincoat）とは、耐水性あるいは防水性のある素材でつくられた、主に雨天時に着る外套。合羽（かっぱ）、雨合羽（あまがっぱ）ともいう。
丈の短いものはレインジャケット（英: rain jacket）、トップスとボトムスのセットはレインウェアと呼ばれる。

## 歴史
1823年にスコットランドの化学者であるチャールズ・マッキントッシュがゴムを使った防水布を発明。この布を使ったレインコートがロンドンで流行した。
1879年にトーマス・バーバリーがギャバジンを開発。

## 素材
日本産業規格（JIS）では耐水圧2,000mm以上で防水生地として扱われるが、衣服に使う場合はこれでは不十分なことが多い。例えば濡れた凹凸のある地面に座った場合、凸部分の水滴は、それ以上の圧力で衣服に押しつけられる可能性がある。そのため衣服に使用する防水生地の場合は耐水圧8,000mm以上が目安とされる。また生地が防水であっても縫い目が目止めされていないと、そこから浸水する。
レインコートに使われる古典的な素材として、ゴム引き、ワックスドコットン、ポリ塩化ビニルなどがある。これらの素材で作られたレインコートは、水を通さないと同時に身体から出た水蒸気も通さない。そのため長時間着用していると、レインコート内部の行き場を失った水蒸気が冷やされ、水に戻り、インナーウェアが濡れることになる。
その他の古典的な素材にギャバジンがあるが、これは厳密には防水生地ではないため、それなりの水圧がかかると浸水する。
近年では「ゴアテックス」などの防水透湿性素材が使われる。防水透湿とは水は通さず水蒸気は通すという意味で、その素材を大別すると無孔質と多孔質に分けられる。多孔質は水（100µm程度）は通れないが水蒸気（0.0004µm程度）は通れる極小の穴の空いた構造になっている。無孔質は親水性のあるポリマーが水蒸気と結合・分離する作用を利用して移動させる。それぞれ単体でも機能するが、両方を組み合わせたものもある。

## ハードシェルジャケットとソフトシェルジャケット

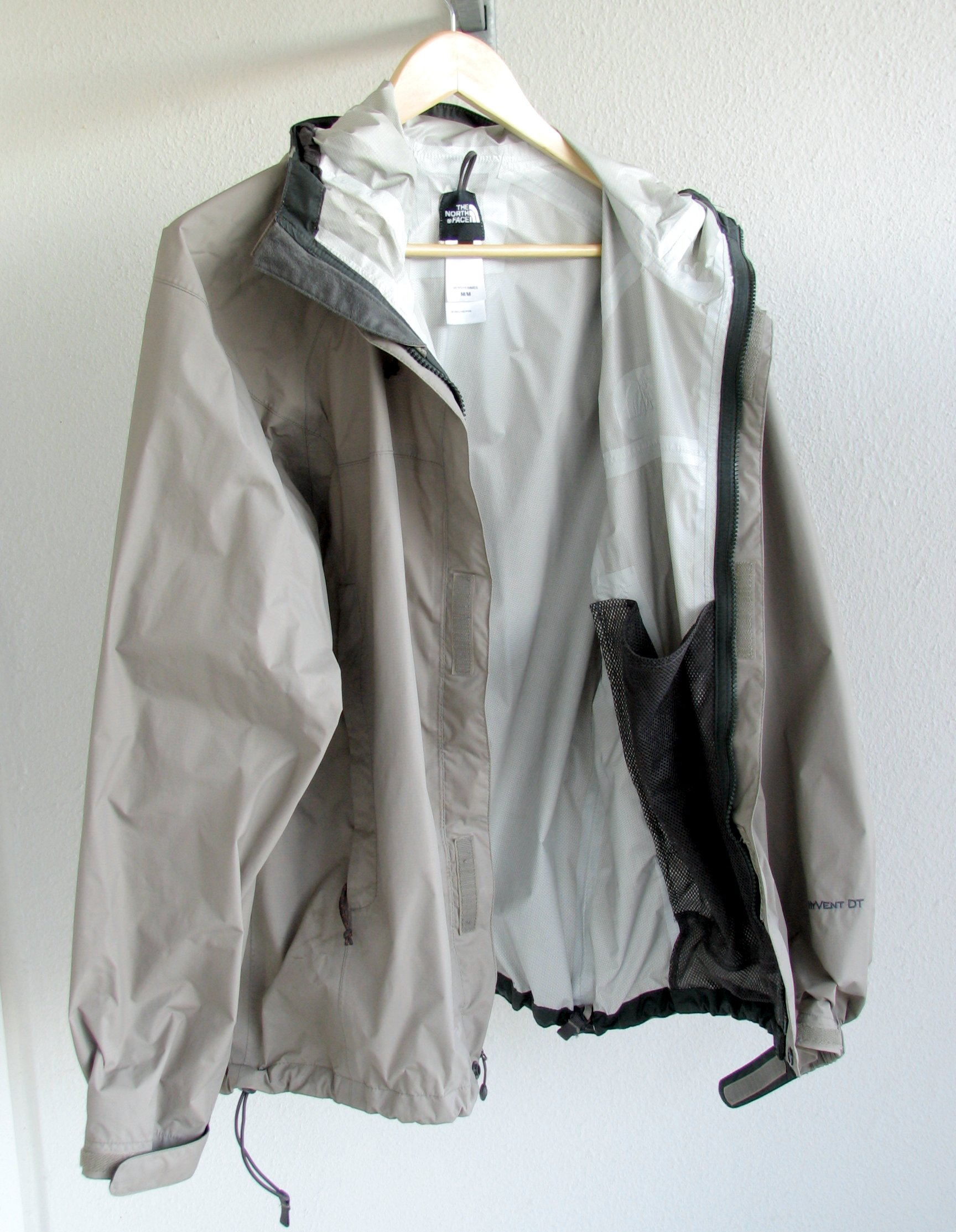
ハードシェルジャケット

防水性のある衣服にハードシェルジャケット（英: hard shell jacket）がある。レインジャケットと似ているが、登山などのアウトドアスポーツにおいては、突然の雨など天候の変化で脱着するものはレインジャケット、天候に拘らず常時着用するものはハードシェルジャケットとして区別される傾向がある。
既存の防水生地は伸縮性を持たせるのが難しいなどの制約が多く、あまり高い柔軟性や透湿性も望めないため、衣服の素材としては使い勝手がよくなかった。そこで防水ではなく耐水に割り切って、より衣服に向いた素材を使って作られたものがソフトシェルジャケット（英: soft shell jacket）である。ウインドブレーカーなどはソフトシェルジャケットに分類される。

## 題材とした作品など
鮮やかな色で光沢の強いレインコートは、視覚的に観客に強い印象を残す効果を目的として、洋画では小道具（衣装）として使われることが多い。主人公の個性・キャラクターを特徴付け、視聴者へのインパクトを期待して用いられるケースがあり、「刑事コロンボ」などは、その成功例ともいえる。児童書では「ちいさいモモちゃん」「ワニくんのレインコート」シリーズなど、教育・知育の絵本で題材に取り上げられる場合がある。ミステリでは、重要人物のキーアイテムになる作品が書かれている。
- マルレーヌ・ジョベール 『雨の訪問者』[6] - ヒロインが白エナメルのレインコート・レインハット・長靴の３点セットで登場。晴れのシーンでも多く着用。白い雨具は女主人公の「清楚」さを暗示[7]。
- ソフィア・ローレン 『アラベスク (映画) 』[8] - ヒロインが赤エナメルのレインコートを着用。スチール写真も多数現存。
- カトリーヌ・ドヌーブ 『昼顔』[9] - ドヌーブ演じるヒロインが黒エナメルのレインコートをロシア風の毛皮の帽子と合わせて着用。ドヌーブ作品では他に「シェルブールの雨傘」など。
- ソフィー・マルソー 『ラ・ブーム2』（La Boum 2）[10] - 作中劇「雨に唄えば」にマルソーが黄色いレインコート姿で出演。オリジナルの「雨に歌えば」のレインコートは舞台でも多用。
- ダリル・ハンナ（レプリカント）『ブレードランナー』 - 透明ビニールのレインコートを纏った女レプリカントが雨が降り続く街の場面に登場する。
- 芦名星（結城翠役） 『ST 赤と白の捜査ファイル』 - 雨天時の捜査で露出の多い服の上に、透明ビニールのレインコートを着ている。小説版ふくめ女性キャラクターの心理を象徴。
- 波瑠（比嘉ミカ役） 『BORDER 警視庁捜査一課殺人犯捜査第4係』 - 白衣ではなく、透明ビニールのレインコートのような手術着と白い長靴を着用。
- 島田一男 『赤い影の女』　春陽文庫 1962年 - 赤いビニールのレインコートの美女が絡むファッション業界の殺人事件。
- 横溝正史 『青い外套を着た女』（『サンデー毎日』1937年7月） - 青いレインコートが物語の謎の重要な鍵となる。横溝正史では「泥の中の女」も、目撃された女性の赤いレインコートが、捜査陣の重要な手がかりになる[11]。